# Starčevo, Banatul de Sud
Starčevo (maghiară Tárcsó, germană Startschowa, română Tarciu) este o localitate în Districtul Banatul de Sud, Voivodina, Serbia.

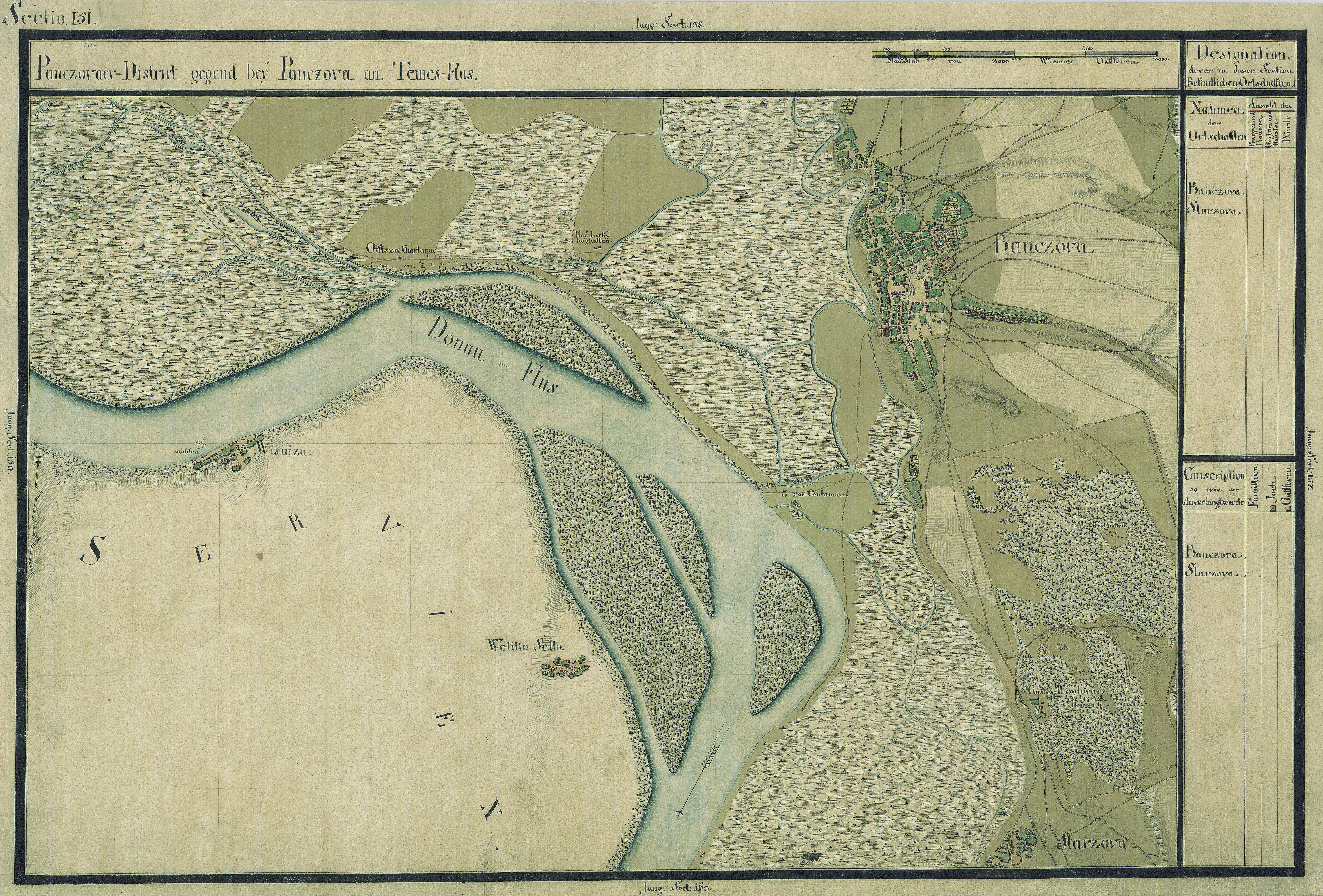
Starčevo în Harta Iosefină a Banatului, 1769-72